# Николо-Эдомский сельсовет
Николо-Эдомский сельсовет — упразднённая административно-территориальная единица в Тутаевском районе Ярославской области России. Существовал в 1924—1954 годах. Административный центр — село Николо-Эдома.
Создан решением 11 сессии Ярославского Губисполкома от 13-24 июня 1924 года в составе Борисоглебской волости Ярославского уезда. 
После упразднения волости в 1929 году, её сельсоветы, в том числе и Николо-Эдомский, вошли в Тутаевский район.
В соответствии с Указом Президиума Верховного Совета РСФСР от 14 июня 1954 года Николо-Эдомский сельский Совет объединен с Артемьевским сельским Советом.

### Переименования
- Николо-Эдомский сельский Совет рабочих, крестьянских и красноармейских депутатов и его исполнительный комитет с. Николо-Эдома Ярославского округа (1924-10.06.29) Тутаевского района Ивановской промышленной области (1929—11.03.36) Ярославской области	14.06.1924 — 01.12.1939
- Николо-Эдомский сельский Совет депутатов трудящихся и его исполнительный комитет с. Николо-Эдома Тутаевского района Ярославской области	01.12.1939 — 14.06.1954[1]